# Вуэльта Испании 1936
Вуэльта Испании 1936 года — 2-я супервеломногодневка по дорогам Испании. Вторую подряд победу одержал бельгиец Густаф Делор. Старт гонки находился под вопросом из-за беспорядков, через несколько недель переросших в гражданскую войну, из-за которой следующая Вуэльта состоялась только в 1941 году.

## Ход гонки
Памятую о прошлогодней изматывающей гонке, организаторы сократили среднюю длину этапов, но увеличили их количество в полтора раза, с 14 до 21. Как и год назад, 50 велогонщиков стартовали из Мадрида. Гонка началась на неделю позже предыдущей, что должно было помочь избежать плохих погодных условий. Однако 2-й этап получился дождливым и ветреным, в одном из завалов пострадал Мариано Каньярдо, главная надежда местных болельщиков. Выиграл в тот день действующий победитель Густаф Делор, захвативший лидерство в общем зачёте и больше его не упускавший. Каньярдо проиграл ему 16 минут и прекратил борьбу за высокие места. По ходу этапов Делор помогал своему старшему брату, Альфонсу, подняться на 2-е место общего зачёта. Вторым долгое время шёл Антонио Эскурьет, но предпоследний этап он провалил, за счёт чего откатился на 5-е место. Лучший из испанцев, Хулиан Беррендеро, стал 4-м; он выиграл следующую Вуэльту, состоявшуюся через 5 лет.

## Этапы
| Этап | Маршрут                | км  | Победитель этапа        | Лидер общего зачёта |
| 1    | Мадрид-Саламанка       | 210 | Йозеф Хютс (BEL)        | Йозеф Хютс (BEL)    |
| 2    | Саламанка-Касерес      | 214 | Густаф Делор (BEL)      | Густаф Делор (BEL)  |
| 3    | Касерес-Севилья        | 270 | Висенте Карретеро (ESP) | Густаф Делор (BEL)  |
| 4    | Севилья-Малага         | 212 | Густаф Делор (BEL)      | Густаф Делор (BEL)  |
| 5    | Малага-Гранада         | 132 | Висенте Карретеро (ESP) | Густаф Делор (BEL)  |
| 6    | Гранада-Альмерия       | 185 | Густаф Делор (BEL)      | Густаф Делор (BEL)  |
| 7    | Альмерия-Аликанте      | 306 | Мариано Каньярдо (ESP)  | Густаф Делор (BEL)  |
| 8    | Аликанте-Валенсия      | 184 | Антонио Бертола (ITA)   | Густаф Делор (BEL)  |
| 9    | Валенсия-Таррагона     | 279 | Сальвадор Кардона (ESP) | Густаф Делор (BEL)  |
| 10   | Таррагона-Барселона    | 139 | Висенте Карретеро (ESP) | Густаф Делор (BEL)  |
| 11   | Барселона-Сарагоса     | 293 | Альфонс Схеперс (BEL)   | Густаф Делор (BEL)  |
| 12   | Сарагоса-Сан-Себастьян | 265 | Альфонс Схеперс (BEL)   | Густаф Делор (BEL)  |
| 13   | Сан-Себастьян-Бильбао  | 160 | Висенте Карретеро (ESP) | Густаф Делор (BEL)  |
| 14   | Бильбао-Сантандер      | 199 | Альфонс Делор (BEL)     | Густаф Делор (BEL)  |
| 15   | Сантандер-Хихон        | 194 | Мариано Каньярдо (ESP)  | Густаф Делор (BEL)  |
| 16   | Хихон-Рибадео          | 155 | Рафаэль Рамос (ESP)     | Густаф Делор (BEL)  |
| 17   | Рибадео-Ла-Корунья     | 157 | Альфонс Схеперс (BEL)   | Густаф Делор (BEL)  |
| 18   | Ла-Корунья-Виго        | 175 | Висенте Карретеро (ESP) | Густаф Делор (BEL)  |
| 19   | Виго-Верин             | 178 | Фермин Труэба (ESP)     | Густаф Делор (BEL)  |
| 20   | Верин-Самора           | 207 | Антонио Бертола (ITA)   | Густаф Делор (BEL)  |
| 21   | Самора-Мадрид          | 250 | Эмилиано Альварес (ESP) | Густаф Делор (BEL)  |

## Итоговое положение
| №  | Гонщик                  | Время        |
| -- | ----------------------- | ------------ |
| 1  | Густаф Делор (BEL)      | 150ч 07' 54с |
| 2  | Альфонс Делор (BEL)     | 11:39        |
| 3  | Антонио Бертола (ITA)   | 17:54        |
| 4  | Хулиан Беррендеро (ESP) | 23:29        |
| 5  | Антонио Эскурьет (ESP)  | 28:54        |
| 6  | Рафаэль Рамос (ESP)     | 49:29        |
| 7  | Альфонс Схеперс (BEL)   | 58:18        |
| 8  | Эмилиано Альварес (ESP) | 1:05:47      |
| 9  | Фермин Труэба (ESP)     | 1:07:22      |
| 10 | Мариано Каньярдо (ESP)  | 1:18:05      |

| № | Гонщик                  | Очки |
| - | ----------------------- | ---- |
| 1 | Сальвадор Молина (ESP)  | 78   |
| 2 | Хулиан Беррендеро (ESP) | 72   |
| 3 | Фермин Труэба (ESP)     | 63   |